# Cabanglasan
Cabanglasan est une municipalité des Philippines située dans l'est de la province de Bukidnon, sur l'île de Mindanao. Elle est limitrophe de la province d'Agusan du Sud
Jadis simple barangay de Malaybalay, elle est devenue une municipalité autonome le 13 août 1979.

## Subdivisions
Cabanglasan est divisée en 15 barangays :
- Cabulohan
- Cananga-an
- Iba
- Imbatug
- Lambangan
- Mandaing
- Paradise
- Poblacion
- Anlogan
- Capinonan
- Dalacutan
- Freedom
- Mandahican
- Mauswagon
- Jasaan